# 매디슨 매클로플린
매디슨 블레인 매클로플린(Madison Blaine McLaughlin, 1995년 11월 5일 ~)은 미국의 배우이다. 《애로우: 어둠의 기사》에서 에블린 샤프/아르테미스 역을 맡은 것으로 유명하다.

## 출연 작품
- 유성 대재앙 (2010)
- 멘탈리스트 (2011)
- NCIS (2012)
- 수퍼내추럴 (2012–2013)
- 틴 울프 (2013)
- 메이저 크라임 (2013)
- 모던 패밀리 (2013)
- 매드맨 (2015)
- 라일리의 세상 (2015)
- 파인딩 카터 (2015)
- 시카고 PD (2015)
- 애로우: 어둠의 기사 (2016–2017)
- 코드 블랙 (2018)
- 살인 가능성이 가장 높음 (2019)
- 나는 희귀하다는 걸 알아라 (2019)
- 로스웰, 뉴 멕시코 (2020)